# 诺基亚E50
诺基亚 E50，一款诺基亚公司开发的采用Symbian OS S60第三版操作系统的商务智能手机，2006年10月上市，支持GSM850/900/1800/1900MHz，外观为直板样式。有黑色和银白色等机身外壳颜色可以选择。诺基亚 E50是诺基亚E系列商务智能手机中的低端产品。
在大陆，由于其宣传策略以及质量等因素，产品一度少人问津，但之后诺基亚又生产了该机型的移动定制版，修复了不少质量问题，于是该机凭借其强大的功能和优良的性价比再次博得广泛认可。E50奇迹般的在推出市场2年后才开始热销，2008年-2009年间，各种来自欧洲的14天退货或返修修复的机台、行货库存机、各种二手E50在各种渠道持续热销，成为性价比最高的S60平台智能手机，在2008-2009年间在中国大陆总共销售出了超过100万台E50，而且至今这一款06年问世的机器仍然在热销中，E50奇迹般的夺得了E系列手机销量冠军。

## 质量问题事件
在该机上市几个月后，许多该机型的使用者发现他们的手机出现了键盘掉漆、摇杆失灵等问题，之后很多网友通过了维权方式，得到了新的键盘或手机。